# Михайлов, Михаил Николаевич
Михаил Николаевич Михайлов (6 сентября 1887, Тамбов — 1972, Новосибирск) — советский учёный в области строительства, профессор (1955), член-корреспондент Академии строительства и архитектуры СССР (1957), заслуженный деятель науки и техники РСФСР.

## Биография
Родился 6 сентября 1887 года в Тамбове. Выпускник Томского технологического института (1917). В 1930 году устроился в СибСтрИн (будущий НИСИ): с 1930 по 1959 год заведовал кафедрой строительных материалов, с 1935 по 1951 работал деканом на архитектурном и строительно-технологическом факультетах.
Во время Великой Отечественной войны приспособил лабораторию строительных материалов кафедры НИСИ для работы на оборонные нужды.
Внёс вклад в формирование научной и образовательной базы НИСИ в сфере строительных технологий и материалов. Создал свыше 30 научных работ, главные труды посвятил применению мраморов и гипса в Сибири.
Под его руководством подготовлены три кандидата наук.